# Браново
Браново (слч. Branovo, мађ. Kisbaromlak) насељено је мјесто са административним статусом сеоске општине (слч. obec) у округу Нове Замки, у Њитранском крају, Словачка Република.

## Становништво
| Година:    | 1994. | 2004.   | 2014.   | 2024.   |
| ---------- | ----- | ------- | ------- | ------- |
| Број људи: | 554   | 570     | 600     | 577     |
| Разлика:   |       | +2,88 % | +5,26 % | -3,83 % |

| Година:    | 2023. | 2024.   |
| ---------- | ----- | ------- |
| Број људи: | 580   | 577     |
| Разлика:   |       | -0,51 % |

Према подацима о броју становника из 2024. године насеље је имало 577 становника.